# تپه جوین ۲
تپه جوین ۲ مربوط به دوران‌های تاریخی پس از اسلام است و در شهرستان بوئین‌زهرا، بخش دشتابی، دهستان دشتابی غربی، روستای جوین واقع شده و این اثر در تاریخ ۲۶ اسفند ۱۳۸۶ با شمارهٔ ثبت ۲۲۲۲۰ به‌عنوان یکی از آثار ملی ایران به ثبت رسیده است.